# ミーラー・バヤンダル
ミーラー・バヤンダル（ヒンディー語: मीरा-भयंदर，英語: Mira-Bhayandar）は、インドのマハーラーシュトラ州の都市である。ターネー県内にあり、ムンバイの近郊に位置する。ムンバイからアフマダーバードに向かう道路沿いに位置し、ムンバイの北に位置する。

## 交通
鉄道
- ムンバイ近郊鉄道